# Заїзд

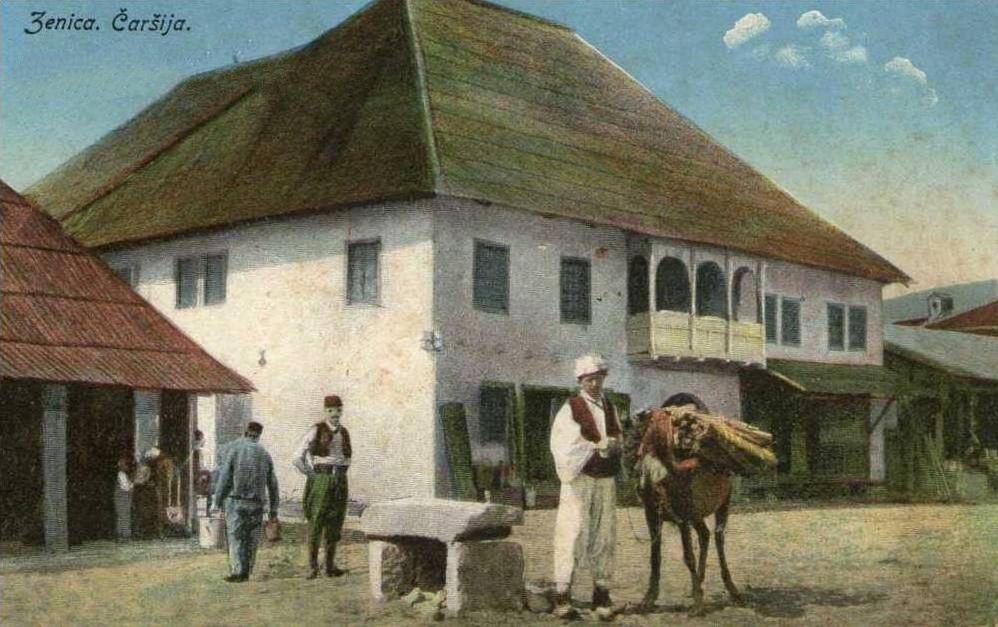
Заїзд у Зениці (Боснія)

Заї́зд (постоя́лий двір) — колишній заклад для короткочасного проживання приїжджих, де можна було переночувати, а у дворі залишити коней та екіпаж. Переважно в заїзді працювала корчма чи шинок.
Відомі ще з часів Київської Русі. Власниками заїздів були зазвичай приватні особи, які брали оплату з тих, хто проїжджав і зупинявся там.

## Типове планування
Заїзди будували на узбіччях доріг, у містечках чи великих селах. Це були широкі й доволі довгі будинки, що мали посередині фасадної стіни в'їзд у формі брами в підсіння (коридор) через усю будівлю. Типово, по боках були кімната для приїжджих, корчма й житло власника. Якщо умовно поділити будівлю на передню та тильну частини, то в передній були кімнати для гостей, а в тильній — господарські приміщення (комори, дровітня та стайня).

## Росія
У Російській імперії особливе мито, яке брали з постояльців заїзду, так і називалося — «постояле». 1700 року Петро I наказав переписати всі заїзди та обкласти їх збором; пізніше нагляд за ними доручив воєводам. У XVIII ст. постоялі двори будували й у міських поселеннях, і на дорогах, і в селах. З 1832 року в них почали будувати харчевні (корчми); з 1836 року постоялі двори в Російській імперії сплачують особливий збір на користь міста.
Станом на кінець XIX ст. у міських поселеннях заїзди будували для надання дешевого притулку простому народу; тримати заїзд міг будь-хто, хто має право торгівлі в містах. Дозвіл (із зобов'язанням сплати річного акцизу на користь міських доходів) на утримання закладу видавала міська влада. Юридично порядок утримання постоялих дворів прирівнювався до правил утримання, визначених для трактирних закладів.